# Rádio Manà Manà

Rádio Manà Manà (em Italiano: Radio Manà Manà) é uma emissora de rádio da Itália, de Roma a programação caracteriza-se pela transmissão somente de musicais e informações em tempo real.

## História
Rádio Manà Manà nasceu em janeiro de 2011, ideia de Stefano Bandecchi.

## Equipe atual
- Maurizio Costanzo
- Luciano Moggi
- Marco Baldini
- Gabriele La Porta
- Vincenzo D'Amico
- Angelo Di Livio
- Giuseppe Giannini
- Giada Di Miceli
- Marcello Riotta
- Max Coccobello
- Fabio Calvari
- Maurizio Modica
- Emanuele Puddi
- Stefania Lillo
- Roby Rossini[1]